# Alfredo Almanza
Alfredo Almanza (Capilla del Señor, Provincia de Buenos Aires, Argentina, 24 de marzo de 1918 - 2 de octubre de 1995) cuyo nombre verdadero era José Alfredo Porticella fue un actor de cine, teatro y radio.

## Carrera profesional
Trabajó con asiduidad en la radio y en abril de 1971 fue designado director de Radio Argentina por la Comisión Administradora de Radios y TV Estatales. En teatro en 1944 actuó en el Teatro de la Comedia en la obra Mister Wu (Wu-Li-Chang) de Harold Owen y Harry M. Vernon que fuera estrenada en 1913 en Londres y de la cual hay dos versiones en el cine sin sonido de 1919 y 1927. Otros intérpretes de la obra eran Elsa O'Connor, Lalo Hartich, Margarita Smidt, Ernesto Vilches, Alberto Terrones, Carlos Capevila, Nora Samsó, Lalo Suárez, Landa Yorio, Julio Martínez, René Fischer Bauer, Federico Reparaz y Juan Vítola. En el mismo año actuó en la obra teatral Yo soy el camino , de Jerome K. Jerome, en el teatro 18 de Julio, de Montevideo acompañando a Olimpo Bobbio, Ernesto Vilches, María Santos, Mónica Vargas, Nora Samso, Margarita Smit, Herminia Samso y Juan Vítola
También integró el elenco que presentó con gran éxito en el Teatro Astral la obra Cuando los duendes cazan perdices la compañía encabezada por Luis Sandrini y Malisa Zini.

## Filmografía
Actor
- La pródiga (1984) (Rodada en 1945)
- La cómplice (1966) …Salas
- Allá donde el viento brama (inédita) …(1963)
- Amor se dice cantando (1959)
- Campo arado (1959)
- Cinco gallinas y el cielo (1957)
- Reencuentro con la gloria (1957) …Oficial
- La muerte flota en el río (1956) …Ledesma
- Amor a primera vista (1956)
- Cuando los duendes cazan perdices  (1955)
- Más allá del olvido (1955) …Detective 1
- Mercado negro (1953)
- Por cuatro días locos (1953)
- Asunto terminado (1953)
- Marido de ocasión (1952)
- Sombras en la frontera (1951)
- Marihuana (1950)
- Juvenilia (1943)